# Удмуртторф
ВАТ «Удму́ртто́рф» (рос. ОАО «Удмуртторф») — спеціалізоване виробниче об'єднання з розробки торфових родовищ на території Удмуртії та реалізації видобутого торфу. Штаб-квартира ВАТ знаходиться в Іжевську.
В склад корпорації на сьогодні входять 7 філій з видобутку та переробки торфу, а також транспортні організації з перевезення продукції:
- Поломське торфопідприємство
- Орловське торфопідприємство
- Можгинське торфопідприємство
- Торфопідприємство «Дзякино»
- Торфопідприємство «Сокол»
- Торфопідприємство «Нюрдор--Котья»
- Торфопідприємство «Чернушка-Вожойка»

На підприємствах виробничого об'єднання здійснюється:
- виробництво торф'яних брикетів;
- виробництво торфу компостного;
- виробництво комплексних торф'яних добрив для садівництва та городництва (в 2010 році 1,5 млн мішків 50 видів);
- транспортування торфу;
- металообробка (має понад 600 верстатів);
- заготівля лісу та деревообробка;
- виробництво сирих гумових сумішей та гумотехнічних виробів;
- видобуток піску.

## Історія
На початку 1920-их років видобуток торфу в Удмуртії вівся лише на Увинському підприємстві. Пізніше почали з'являтись і нові. В кінці 1930-их років було вирішено їх об'єднати. Наказ № 400 про створення об'єднання був підписаний Наркоматом озброєння СРСР 13 грудня 1940 року. В листопаді 1942 року трест «Оборонторфбуд» був перейменований в Союзний Іжевський торфовий трест «Іжторф», куди увійшли 7 діючих та нових підприємств: Вішурське, Голевське, Майське, Нюрдор-Котья, Тюлькино-Пушкарі, Увинське та Чернушка-Вожойка. Основною задачею треста було постачання промислових підприємств Удмуртії та сусідніх регіонів паливом для електростанцій. В 1943 році було створене Дзякинське торфопідприємство.
В роки Другої світової війни та перші післявоєнні всі операції з видобутку торфу та його транспортування виконувалось вручну. Торфові поклади різали лопатами, працівники (в основному жінки) стояли по коліна у воді в навантажували лопатами торф на сушарки. Жили працівники у наметах. 1944 року торфопідприємство «Нюрдор-Котья» посіло 2 місце на Всесоюзних соціалістичних змаганнях. За роки війни об'єднанням було видобуто близько 1 млн тон для потреб обронних заводів Глазова, Іжевська та Воткінська. В 1949 році було видобуто понад 320 тисяч тон. Того ж року до ладу стало Поломське торфопідприємство, в 1956 році — та Орловське. З 1968 року зріс видобуток торфу фрезерним способом, ВО почало загальну модернізацію — паровози замінені тепловозами, екскаватори кранами. Одночасно збільшились поставки його сільському господарству. В цей період створено нові підприємства — Сокол, Сіва та Можгинське торфопідприємство.
З початку 1970-их років підприємства почали займатись і металообробкою, виготовлялись металеві вироби для машинобудівних заводів, запчастини для «Москвичів». Ефективність співпраці з машинобудівним комплексом відображається і на сьогоденні — нині 45% продукції становлять металеві вироби. На початку 1980-их років видобуток торфу склав 1 млн тон за рік. В 1982 році «Іжторф» був перейменований в Удмуртське виробниче об'єднання з видобутку торфу «Удмуртторф». В лютому 1984 року в склад об'єднання увійшло Удмуртське управління з видобутку нафти й газу. В цей період почало зростати автомобільне перевезення, вузькоколійні залізниці ліквідовувались. Для будівництва під'їзних шляхів використовувався асфальт з власного бітуму. Для цього ВО почало видобуток нафти — було добуто 3 млн тон на 120 скважинах. На середину 1990-их років активні розробки велись на 8 перспективних торфових родовищах. В 1990 році було видобуто 2842 тисячі тон торфу, в 1995 році — всього 313 тисяч тон. Тоді ж на підприємствах працювало відповідно 2030 та 1680 осіб. Тому, окрім основної діяльності об'єднання організувало заготівлю деревини (в 1995 році — 27 тисяч м³) та виготовлення пиломатеріалів (в 1995 році — 8,7 тисяч м³).